# Liden sneglebælg
Liden sneglebælg (Medicago minima) er en planteart af slægten Sneglebælg (Medicago). Den er hjemmehørende i Middelhavsområdet, men findes over hele verden. Den danner et symbiotisk forhold til bakterien Sinorhizobium meliloti,  som er i stand til nitrogenfiksering.
Det er en 5-30 cm høj, enårig urt der findes fra maj til september, på tørre, sandede kystskrænter, strandoverdrev og overdrev. Den er registreret som en truet art på den danske rødliste.